# Pandektenwissenschaft
Die Pandektenwissenschaft (auch Pandektistik) ist eine Gruppenbezeichnung für die Arbeiten der romanistischen deutschen Zivilrechtswissenschaftler des 19. Jahrhunderts mit den antiken römischen Rechtsquellen des justinianischen Corpus iuris civilis, insbesondere den namensgebenden Pandekten (zumeist Digesten genannt). In Anlehnung an Friedrich Carl von Savigny, wurde der Begriff im Zusammenhang mit der Historischen Rechtsschule enger gefasst, verstanden als das „heutige römische Recht“. Die Quellen waren Bestandteil des Gemeinen Rechts.
Die Pandektenwissenschaft war in ihrem Kern positivistisch geprägt und war Ausgangspunkt für die modernen Kodifikationen des Privatrechts, zu denen beispielsweise das deutsche Bürgerliche Gesetzbuch gehört. Die Pandektenwissenschaft bildete den Abschluss des neuzeitlichen usus modernus pandectarum.

## Geschichte
Die Arbeiten der Vertreter der Historischen Rechtsschule, die der Pandektenwissenschaft zugerechnet werden können, unterlagen unterschiedlichen programmatischen Prämissen und Weltanschauungen. Während Savigny auf die Theorie als rechtswissenschaftliches (dogmatisches) Fundament und die Wechselwirkungen geschichtlicher Positionen der Gesellschaft abhob, gab Rudolf von Jhering den Versuch auf, an geltendes Recht in der Weise gelangen zu können, dass die Entwicklung von Normen mit rechtshistorischen Mitteln geschildert werden. Er trennte die Disziplinen Rechtsgeschichte und Rechtsdogmatik auf, damit er „durch das römische Recht über das römische Recht hinaus“ gelangen konnte. So unterwarf er der Dogmatik einzig die antiken Quellen. Übereinstimmungen bestanden andererseits in der gemeinsamen Zielformulierung: Schaffung eines nationalen überterritorialen Zivilrechts, unterworfen dem Leitbild der Verwirklichung des Volksgeistes. Eine Kodifikation des Zivilrechts stand bei Savigny noch nicht im Raum, anders verhielt es sich bei den Bestrebungen Thibauts (vgl. Kodifikationsstreit).

### Begriff
Der Begriff des – der Pandektenwissenschaft zugrundeliegenden – Pandektensystems lässt sich nicht aus den Pandekten (= „Digesten“) herleiten. Ebenso wenig bürgen die gaianischen oder die spätantiken justinianischen Institutionen unmittelbar für Fundstellen. Vielmehr geht der Begriff auf den klassischen Juristen Gaius zurück, der dem Zivilrechtssystem mit den Oberbegriffen personae, res und actiones eine dreigliedrige Ordnung zugrunde legte. Der Begriff „Pandektensystem“ ist allerdings eine Schöpfung Gustav Hugos aus dem Jahr 1789. Er hatte sich mit einer schmalen Werkausgabe an seine Studenten gerichtet, in der er die die Konzeption des Systems aus vernunftrechtlichen Erwägungen herleitete, angelehnt an das Naturrecht. Georg Arnold Heise theoretisierte das Modell ebenfalls. Es führten also nicht – was zunächst naheliegt – die historischen Quellen zur Begriffsbildung. Es waren logische Entwicklungen, aufbauend auf der Trennung von Schuld- und Sachenrecht, die aus der Antike herrührte. Etwas polemisch attestierte Franz Wieacker, dass das Pandektensystem ein „Vermächtnis“ des Naturrechts an die Historische Rechtsschule sei. Streitig bleibt im Ergebnis, ob die gliedernde Fünfteilung des Zivilrechts in einen Allgemeinen Teil und die vier Abschnitte Sachenrecht, Schuldrecht, Familienrecht und Erbrecht (heutiger Stand), nicht doch auf die Ordnung des Gaius zurückgehen, dort aber eine „eklatante Lücke“ (etwa zur dos) offensteht.

### Vertreter
Bedeutende Vertreter sind Georg Friedrich Puchta, Friedrich Mommsen, Alois von Brinz und Bernhard Windscheid. Windscheid dreibändiges Lehrbuch des Pandektenrechts erlangte für die deutschen Gebiete eine Autorität gesetzesgleichen Charakters überall dort, wo das römische Recht nicht bereits durch staatliche Gesetzgebung verdrängt war. Ab 1807 integrierte Georg Arnold Heise das System in seine Vorlesungen.
Die auf dem Flügel der Romanisten (der historischen Rechtsschule) basierende Pandektenwissenschaft war der Kritik durch die Vertreter der sogenannten Germanisten um Georg Beseler oder Rudolf von Jhering ausgesetzt. Ihrer Auffassung nach hätte das Augenmerk weniger auf die naturrechtlichen Bestrebungen der Herleitung eines systematisch sauberen Begriffssystems gelegt werden müssen, als vielmehr die eigentliche Funktion von Recht als Ausgleichssystem bei Interessenswidersprüchen, hervorgehoben werden müssen. Das habe zur abwertenden Konnotation der Pandektistik als Begriffsjurisprudenz geführt.

### Systematik
Die Pandektistik ist ein Ordnungssystem, das rechtssystematische Untergliederungen in Sachbereiche vornimmt, so das Schuld-, das Sachen-, das Familien- und das Erbrecht. Zielstellung der Konzeption ist die Aufarbeitung der römischen Rechtsmaterien zu einem widerspruchsfreien System von Rechtssätzen, das einer modernen Warenverkehrsgesellschaft standhält. Der Duktus ist ausgesprochen fachsprachlich und weist einen hohen Abstraktionsgrad auf, dies durchaus mit dem Kalkül, gegen politische Einflussnahmen abzuschirmen. Dabei entstanden konstruierte Rechtsfiguren wie die culpa in contrahendo oder das Abwehrrecht des Grundstückseigentümers (actio negatoria).
Systematisch wurde römisches Recht bis ins 19. Jahrhundert hinein über das zweiteilige Institutionensystem erfasst, das in seinen Ursprüngen auf den Klassiker Gaius zurückging und sich über die Spätantike hinaus in die Neuzeit durchsetzte. Die zweiteilige Methode der Aufteilung des Privatrechts in „Personenrecht“ (personae) und „Sachenrecht“ (res), wurde überwunden, weil der sachenrechtliche res-Begriff konturenarm ausufernd und nicht fassbar geworden war. Dessen begriffliche Einengung führte dazu, dass statt einer Zwei-, eine Fünfteilung der Systematik entstand. Dieser Fünfteilung lag die Struktur der Hauptbegrifflichkeiten des antiken Zivilrechts zugrunde, wonach die Rechtsgebiete folgendermaßen aufgeteilt wurden: Rechtssubjekt, Familie, Eigentum, Vertrag und Delikt. Das Erbrecht wurde an den Schluss der Systematik gestellt und das Eigentums- und Vermögensrecht nach rechtstechnischen Gesichtspunkten in „Dingliches Recht“ (absolut wirksames Recht, Sachenrecht) und „Obligatorisches Recht“ (relativ wirksames Recht, Vertragsrecht) aufgeteilt. Vorangestellt wurde im Wege einer Klammertechnik ein „Allgemeiner Teil“.
Die inhaltliche Vertiefung geltenden Rechts wurde über die Bildung abstrakter Rechtssätze und Begriffe vorgenommen, wobei diese aus den Pandekten extrahiert und systematisch dargestellt wurden. Besondere Bemühungen der Pandektenwissenschaft galten den intensiven rechtstheoretischen Begründungen von subjektiven Rechten.
Das wissenschaftlich entfaltete Pandektenrecht galt in Deutschland bis zum 1. Januar 1900 als „Gemeines Recht“ und war das Fundament für die Schaffung des Bürgerlichen Gesetzbuchs (BGB), in dem die Systematik fortlebt.

### Einfluss der Historischen Rechtsschule
Ein Schicksalsjahr für das langlebige Gemeine Recht (ius commune) war das Epochenjahr 1806. In der Nachwirkung der napoleonischen Kriege und der politischen Neuorientierungen, ging das Heilige Römische Reich (deutscher Nation), das zuletzt faktisch handlungsunfähig geworden war, unter. Damit verlor das gesamte Privatrecht seine Legitimation. Seine Verbindlichkeit hatte es ursprünglich durch die Reichskammergerichtsordnungen erlangt. In das Vakuum hinein drohte die Zersplitterung allen Rechts. Es stand zu befürchten, dass es lediglich partikular wirkt – bedingt auch durch die Kleinteiligkeit territorialer Gesetzgebungen. Dieser drohenden Gefahr stemmte sich insbesondere Savigny, der um ein einheitlich gültiges Privatrecht kämpfte, entgegen. Politisch wie rechtlich wurden konträre Auffassungen vertreten, die zu hitzigen Debatten führten, vornehmlich zwischen den Widersachern Savigny und Gans. Der wirkmächtige Savigny setzte sich mit seiner Auffassung letztlich durch. Sie begründete dahin, dass das römische Recht seine Geltung seit der Spätantike stets ohne staatliche Rechtfertigung erlangt habe. Das „heutige römische Recht“ [im Sinne der Vorstellungen der Rechtslehre des 19. Jahrhunderts] durfte daher als nationales, aber staatsfreies Recht zunächst fortgelten. 1814 ergänzte Savigny seine Forderungen noch, denn seiner Logik folgend, entwickle sich Recht dreistufig, nacheinander durch Sitte, Volksglaube und Jurisprudenz. Das zu bewahrende ius commune war aufgrund von Übereinkünften von Juristen entstanden. Um das Juristenrecht gegenüber dem Recht kraft Gesetzgebung abzugrenzen, nannte er es Gewohnheitsrecht. Im Einzelnen war dazu vieles umstritten.
Hinzu trat, dass sich die Pandektenwissenschaft als geschichtliche Rechtswissenschaft verstand. Sie schloss an den romanistischen Zweig der Historischen Rechtsschule an, welche zu Anfang des 19. Jahrhunderts vor allem von Savigny in Abkehr vom „Naturrecht“ begründet worden war. Dahinter stand die Auffassung, dass Recht nicht kulturell entkoppelt sei und als zeitloses „Vernunftrecht“ wirke, sondern vielmehr die Kultur eines Volkes spiegle, weshalb es in seiner Entwicklungsgeschichte historisch sei. Dabei betonte Savigny, der zum Avantgardisten der Interessenjurisprudenz werden sollte, dass die Systematik Raum für rechtsschöpferisches Tätigwerden benötige. Savigny, der zum eigentlichen klassischen römischen Recht vordringen wollte, befreite es zu diesem Zweck von einer Vielzahl seiner mittelalterlichen Einflüsse durch Veränderungen, blieb methodisch häufig allerdings inkonsequent, denn es finden sich deutliche Anhaltspunkte für überpositives Recht, das er ja gerade zu überwinden suchte. Außerdem griff er in praktikables Gewohnheitsrecht ein. Bedeutung für die Pandektenwissenschaft hatte das ius strictum. Im Gegensatz zur Aufklärungsjurisprudenz stand die Pandektenwissenschaft den Kodifikationsbestrebungen zurückhaltend gegenüber. Ein weiterer Unterschied – etwa zu Kants Rechtslehre – besteht darin, dass die Pandektenwissenschaft der sozialen Motivation der Billigkeit großen Raum eingeräumt hat. Insoweit hat sie gegenüber den Postulaten des aufgeklärten Absolutismus Recht behalten.
Eine Neuausrichtung des Blickwinkels fiel ins Jahr 1848, dem Jahr der Erhebungen im bürgerlich-revolutionären Europa. Bislang hatte sich die Rechtswissenschaft an philosophischen Leitvorstellungen orientiert. Vorbildcharakter hatte – aufgrund ihrer Herkunft aus dem kanonischen Recht – außerdem die Theologie. Nunmehr richtete sich der Blick gezielt auf die Naturwissenschaften, die zum Maßstab wurden. Die Versuche Rechtsthemen mit naturwissenschaftlichen Methoden zu messen scheiterten allerdings, die Begriffsjuristen taten sich bei den Transforamtionsbemühungen schlicht zu schwer. Die Pandektenwissenschaft war letztlich dazu gezwungen, eigene Wege einzuschlagen.
Die Reichsgründung 1871 brachte eine staatliche Gesetzgebung mit sich. Recht wurde national gedacht und die Pandektistik geriet in Kritik. Antike Quellen wurden als „unwissenschaftliche“ Grundlage begriffen, die Idee des „Volksgeistes“ als „mystisch“. 1873 begannen die Arbeiten zur Gesetzgebung am BGB. Der Diskurs im Zivilrecht politisierte sich, denn viele sozialrechtliche Komponenten wurden diskutiert und aufgenommen. Demgegenüber wurde die Pandektistik als zunehmend weltfremdes und unsoziales Rechtssystem wahrgenommen, das lediglich die Rechte des Stärkeren schützte.

### Rechtslehre des 19. Jahrhunderts
Die Gelehrten der sich daraus entwickelnden Pandektenwissenschaft griffen Savignys Weg auf und mit ihm das Fundament für eine eigenständige Gesetzgebung. Bedeutende Vertreter der Pandektenwissenschaft waren, Georg Arnold Heise folgend, neben den in der Einleitung genannten Wissenschaftlern Puchta, Mommsen, von Brinz und Windscheid noch Karl Adolph von Vangerow, Heinrich Dernburg, Julius Baron und Oskar von Bülow. Konzipiert ist die Pandektenwissenschaft als Versuch einer widerspruchsfreien Organisation des Rechtsstoffs der Römer zu einem Rechtssatzsystem. Dem Richter Gottlieb Planck steht das Verdienst zu, der wichtigste Vertreter der Umsetzung der wissenschaftlichen Ansätze in die Rechtspraxis zu sein. Windscheid und Planck gehörten der ersten Kommission an, die 1874 das Schuldrecht des späteren Bürgerlichen Gesetzbuches in den ersten Kommissionsentwurf nach Bestimmung der Lex Miquel-Lasker einbrachten, welcher 1887/88 mit einer ausführlichen Erläuterung seiner „Motive“ veröffentlicht wurde. Die in Teilen Deutschlands als Partikularrecht geltenden Kodifikationen wie das Preußische Allgemeine Landrecht (PrALR) waren erheblich weniger wissenschaftlich durchgestaltet; das alte deutsche Recht bot vergleichsweise wenig Stoff. Gegenüber dem römischen Recht konnte sich beides nicht leicht behaupten. Trotz der von den Vertretern der germanistischen Seite angeführten Kritik – insbesondere wandte sich diese gegen die geringe Rücksichtnahme auf die gesellschaftliche Wirklichkeit innerhalb sich auftuender frühkapitalistischer Strömungen – durchlief der Zweite Entwurf nach diversen Änderungen erfolgreich das Gesetzgebungsverfahren.

## Eigenständige Gesetzgebungen
Die Folge der Vorherrschaft des römischen Rechts war ein hoher Grad an Abstraktion und Systematik, der den Umgang mit dem Gesetz vor allem dem Rechtskundigen (nämlich dem Juristen) überließ. Dadurch ist zugleich eine fein differenzierte Rechtsordnung mit großer innerer Folgerichtigkeit geschaffen worden, die einen bis heute fortwirkenden Kulturwert von hohem Rang darstellt. So konnte das Pandektenrecht auch dem Anliegen des Liberalismus gerecht werden, die Willkür des Richters gegenüber den streitenden Parteien möglichst eng zu begrenzen. Der Erfolg des auf dem Pandektensystem beruhenden BGB führte sogar zum „Rechtsexport“. Die 1896 abgeschlossene Kodifikation des deutschen Privatrechts im BGB war Vorbild etwa für das Zivilgesetzbuch (ZGB) der Schweiz sowie Kodifikationen des Zivilrechts anderer Kulturkreise, etwa der Türkei, Thailands, Japans oder Koreas.
Die Pandektenwissenschaft war bis in die Anfänge des 20. Jahrhunderts von Bedeutung, wurde dann aber von der Ausrichtung der Rechtswissenschaft auf das zum 1. Januar 1900 in Kraft getretene BGB abgelöst. Mit dem auf die Pandekten zurückgehenden römischen Recht verschwand die Pandektenwissenschaft auch aus der Rechtspraxis. Bereits wenige Jahre nach der Jahrhundertwende wurde die Befassung mit dem römischen Recht mehr und mehr zu einer Domäne der Rechtsgeschichte (siehe auch Rezeption des römischen Rechts).